# Гукаловский сельский совет (Зборовский район)
Гукаловский сельский совет (укр. Гукалівська сільська рада) — входит в состав
Зборовского района
Тернопольской области
Украины.
Административный центр сельского совета находится в 
с. Гукаловцы.

## История
- 1939 — дата образования.

## Населённые пункты совета
- с. Гукаловцы
- с. Лопушаны